# 晋州東方氏
晋州東方氏（チンジュドンバンし、진주동방씨）は、朝鮮の氏族の一つ。本貫は慶尚南道晋州市である。2015年調査では、45人である。
東方氏の起源は中国の済南にある。伏羲が東方の震の人なので東方を姓とした。
晋州東方氏の始祖は、1792年に文科と丙科に及第、典籍を務めた東方淑であるが、一族がどのように朝鮮に定着したかについては不明である。